# Bara (Pakistan)
Bara ist eine Stadt, die etwa 10 km südwestlich von Peschawar in Pakistan liegt. In diesem Ort leben Pashtunen und militante Muslime der Lashkar-e-Islam, die auch Pakistani Taliban genannt werden.
Bara war bis 2018 auch der Name einer lokalen Verwaltung Bara Tehsil in einem Stammesgebiet unter Bundesverwaltung Pakistans, in der Khyber Agency, einer der Federally Administered Tribal Areas von Pakistan (FATA). Der Ort war bis zu deren Anschluss an die Provinz Khyber Pakhtunkhwa der Verwaltungssitz der FATA.
Durch Bara fließt der Bara River. Aus der Ära des British Raj hat Bara eine militärische Befestigungsanlage und eine Wasserversorgungsanlage für Peschawar.
Im Ort leben Pashtunen und die militanten Lashkar-e-Islam, die sich gegen die Zentralregierung Pakistans wenden. In Bara tötete Anfang Mai 2008 ein 14-jähriger Selbstmörder zehn Personen, als er die an seinem Körper befestigten Bomben zündete.
Bei einer Auseinandersetzung am 21. November 2009 mit pakistanischen Militärs wurden acht militante Kämpfer der Taliban bei Bara getötet, davor war ein Soldat getötet und drei weitere bei einem Anschlag auf ein Militärfahrzeug verletzt worden.